# Črni čaj
Črni čaj je najmlajša vrsta čaja, ki so ga izumili pred 500 leti. Največ ga proizvedejo predvsem v Indiji in na Šrilanki, ker so ga popularizirali britanski kolonisti. Tudi v domovini čaja na Kitajskem ga proizvedejo vedno več. Manjše plantaže so še v vzhodni Afriki (Kenija, Zimbabve, Malavi), Indoneziji, Gruziji, Iranu, Vietnamu in Nepalu.
Kitajci in sosednji narodi črni čaj imenujejo "rdeči čaj" (japonsko kōcha; 홍차, korejsko hongcha), izraz "črni čaj" pa uporabljajo za čaje tipa puerh. Poimenovanje se namreč nanaša na barvo tekočine, medtem ko se izrazi v indoevropskih jezikih nanašajo na barvo listja; za zahodnjake se rdeči čaj pripravlja iz listov južnoafriškega grma rooibos.

## Pridelava
Metode pridelovanja črnega čaja se seveda razlikujejo glede na deželo proizvajalko, vendar proces vedno zaobjema štiri korake:
- venenje čajnih lističev (ang. withering). Nabrane liste puste toliko časa ležati, da ovenijo. Navadno gre za sušenje na prostem (12–20 ur), lahko v manjših kupčkih, kar pospeši fermentacijo.
- valjanje čajnih lističev. Pri valjanju se izločijo sokovi. Liste nato ročno ali strojno zvijejo in jih pokrijejo z vlažno krpo, da pričnejo vreti (fermentirati).
- fermentacija čajnih lističev. Od vrenja je v veliki meri odvisen značilen okus in vonj čaja. Fermentacija se vrši pri temperaturi okoli 27 °C. Pri vrenju nastaja eterično olje, sprošča se kofein, čreslovine se oksidirajo, barva listov postane rjavkasta ali črna, po čemer tudi spoznajo, ali so listi dovolj fermentirani.
- sušenje z vročim zrakom ali »praženje« (ang. firing). Zavrele liste nato posušijo, da postanejo krhki. Potem jih presejejo, da izločijo polomljene liste, prah in morebitne druge primesi.[1]

## Vrste črnega čaja
Razne vrste črnega čaja so:
- Pecco (Peko). To je označba za čaj, ki sestoji iz prav finih mladih listov prve trgatve, ki so na spodnji strani še pokriti z dlačicami. Navadno je to drugi ali tretji list na vrhu veje čajevca.
- Flowery Pecco (Cvetni Peko, kratica F. P.) je najboljši čaj, ker se pridobiva iz listnih popkov, ki so še pokriti s kot svila mehkimi dlačicami, ter imajo posebno prijeten vonj.
- Flowery Orange Pecco (Cvetni Oranž Peko, kratica F. O. P.) je cvetni peko z dodanimi pomarančnimi lupinami, tako da se čaj navzame »oranžnih« vonjav.
- Broken Pecco (kratica B. P.) je čaj, pripravljen iz polomljenih mladih listov.
- Broken Orange Pecco (kratica B. O. P.) je pripravljen iz polomljenih mladih listov z dodanimi pomarančnimi lupinami.
- Souchong (Susong) tvorijo večji mlajši ali starejši listi, navadno četrti in peti list, ki so podolžno zaviti. Boljša kakovost se označuje kot Pecco-Souchong (kratica P. S.).
- Kongo se pridobiva iz starih in velikih listov, ki so povprečno zaviti. Ta vrsta čaja je slabe kakovosti.

Še slabša vrsta čaja je tista, ki vsebuje razen lista še pecelj. To je čaj, ki ga pripravljajo iz največjih in najstarejših listov; zaradi precejšnjih količin čreslovine ima tak čaj trpek in oster okus.
V trgovino prihajajo mnogokrat razne mešanice, pripravljene iz različnih vrst čajev. S tem se izboljša kakovost čaja, ker se lastnosti različnih vrst čajev dopolnjujejo. Takšen čaj se označuje kot Melange (mešanica).
Te priznane vrste čaja so veljale tako za »kitajski« kot »indijski« čaj. V zadnjih letih pa so indijski tovarnarji prešli na strojno rezanje listov, kar se imenuje »hitro zrezani« list. Taki čaji se hitro skuhajo in so posebno primerni za industrijo, ki proizvaja čaj v vrečkah.

## Aromatiziranje
V Evropi je v 19. stol. postalo popularno aromatiziranje čajev. Najbolj popularen aromatizirani čaj je Earl Grey z dodatkom bergamotovega olja, uporabljajo pa se tudi drugi dodatki (vanilija, kokos, mandelj, meta idr.).